# Elaeocarpus melochioides
Elaeocarpus melochioides är en tvåhjärtbladig växtart som beskrevs av Albert Charles Smith. Elaeocarpus melochioides ingår i släktet Elaeocarpus och familjen Elaeocarpaceae. Inga underarter finns listade i Catalogue of Life.